# 新世界 (ゆずのアルバム)
『新世界』（しんせかい）は、ゆずの通算12枚目のオリジナルアルバム。2014年2月19日にセーニャ・アンド・カンパニーから発売された。

## 概要
前作『LAND』から約9ヶ月という短いスパンで発売されたオリジナルアルバム。2013年9月29日のYUZU ARENA TOUR 2013 GO LANDのファイナルのマリンメッセ福岡公演2日目に「ゆず5大ニュース」の4つ目として発売が、5つ目としてそれを引っさげたアリーナツアーの開催が発表された。「懐か新しい」をテーマに、前作以降に発表されたシングル曲5曲を含む全15曲を収録しており、初回盤は未発表音源2曲収録の付録CD付きとなっている。
「ひだまり」がCMソングとして使用されているヨコハマタイヤの「ヨコハマWキャンペーン」の「Wチャンス賞」として、本作の「ヨコハマタイヤオリジナルパッケージバージョン」が1500人にプレゼントされた。
初登場2位で『FURUSATO』から続いていた連続1位は4作で途切れたが、初動売上はオリジナルアルバムでは『FURUSATO』以来となる10万枚超、わずか3週にして直近2作のオリジナルアルバムの累計売上枚数を超え、最終的には20万枚を突破し、直近4作のオリジナルアルバムの売上を上回るヒットを記録。オリジナルアルバムではいずれも自身初となるオリコン月間アルバムチャート1位、上半期ランキングトップ10入り、年間トップ20入りを果たした。また、2014年のレコチョクの年間ランキングでは「よろこびのうた」が70位になるなど今作の収録曲がトップ100に4曲入った（残りの3曲はそれぞれのページを参考にされたい。）。

## 収録曲
1. ヒカレ (4:36)
  - 作詞：北川悠仁 / 作曲：北川悠仁・JIN / Produced by ゆず & 蔦谷好位置 & JIN / 編曲：蔦谷好位置 & ゆず

41stシングル。
2. 雨のち晴レルヤ (4:34)
  - 作詞：北川悠仁 / 作曲：北川悠仁・佐藤和哉 / Produced by ゆず & CHRYSANTHEMUM BRIDGE / 編曲：CHRYSANTHEMUM BRIDGE & ゆず

39thシングル「雨のち晴レルヤ/守ってあげたい」の1曲目。NHK連続テレビ小説「ごちそうさん」主題歌。
3. よろこびのうた (5:28)
  - 作詞：岩沢厚治 / 作曲：岩沢厚治・蔦谷好位置 / Produced by ゆず & 蔦谷好位置 / 編曲：蔦谷好位置 & ゆず

フジテレビ系ドラマ『僕のいた時間』挿入歌。
ドラマの初回放送に合わせて、1月8日からレコチョクなどにおいてオリジナルのアートワークで先行配信された。
後にオールタイム・ベスト「YUZU 20th Anniversary ALL TIME BEST ALBUM ゆずイロハ 1997-2017」にも収録された。
4. ユートピア (3:44)
  - 作詞・作曲：北川悠仁 / Produced by ゆず / 編曲：前山田健一 & ゆず
5. 表裏一体 (5:40)
  - 作詞・作曲：北川悠仁・岩沢厚治・前山田健一 / Produced by ゆず & 前山田健一 / 編曲：前山田健一 & ゆず / ストリングスアレンジ：門脇大輔

40thシングル。東宝系配給映画『劇場版 HUNTER×HUNTER -The LAST MISSION-』主題歌・日本テレビ系アニメ『HUNTER×HUNTER』エンディングテーマ。
6. 素顔のままで (4:52)
  - 作詞・作曲：北川悠仁 / Produced by ゆず & 蔦谷好位置 / 編曲：蔦谷好位置 & ゆず

フジテレビ系ドラマ『僕のいた時間』イメージソング
ドラマでは第9話で、主人公の澤田拓人（三浦春馬）と弟の陸人（野村周平）が、両親の結婚記念日にプレゼントしたビデオレターのBGMに使われ、放送後に楽曲のダウンロードやツイッターのツイート数などが急上昇した。
7. 幸せの定義 (1:45)
  - 作詞・作曲：岩沢厚治 / Produced by ゆず / 編曲：電球 & ゆず
8. Ultra Lover Soul (4:11)
  - 作詞：北川悠仁 / 作曲：寺岡呼人・北川悠仁 / Produced by ゆず / 編曲：玉屋2060% & ゆず

仮タイトルは「キューティーハニー♡ゴーゴー」で2002年頃の曲。
寺岡は「危険な情事ハリソン」というタイトルで2004年に発表している。
9. レトロフューチャー (3:24)
  - 作詞・作曲：北川悠仁 / Produced by ゆず & CHRYSANTHEMUM BRIDGE / 編曲：CHRYSANTHEMUM BRIDGE & 北川悠仁
10. Interlude〜Old New World〜 (0:44)
  - 編曲：CHRYSANTHEMUM BRIDGE
11. ひだまり (4:01)
  - 作詞・作曲：岩沢厚治 / Produced by ゆず & CHRYSANTHEMUM BRIDGE / 編曲：CHRYSANTHEMUM BRIDGE & ゆず

映画『銀の匙 Silver Spoon』主題歌・ヨコハマタイヤCMソング。
ローソンのloppiでは映画の前売り券とこの曲の弾き語りバージョン収録のスペシャルCDをセットで販売した。
本作の中でシングル曲以外では唯一MVが作られている。
12. 所沢 (3:00)
  - 作詞・作曲：岩沢厚治 / Produced by ゆず / 編曲：電球 & ゆず

路上時代に歌われていた曲で、今回初めてCD収録となる。
埼玉県所沢市とは一切関係がなく、たまたま記号的に使っていた言葉が「所沢」だったことからタイトルになった。
所沢市役所ではアルバム収録を記念し、若手職員らがこの曲を合唱するというイベントを行った。[6]
先述のイベントとこの曲のタイトルについては、2014年4月14日放送の『月曜から夜ふかし』で取り上げられた。
13. 守ってあげたい (6:16)
  - 作詞・作曲：北川悠仁 / Produced by ゆず / 編曲：soundbreakers & ゆず

39thシングル「雨のち晴レルヤ/守ってあげたい」の2曲目。
14. 四間道路 (3:32)
  - 作詞・作曲・編曲：北川悠仁 / Produced by ゆず

読み方は「よんけんどうろ」で、神奈川県横浜市磯子区に実際にある道路の名前から取られた。
15. 友 〜旅立ちの時〜 (4:36)
  - 作詞・作曲：北川悠仁 / Produced by ゆず / 編曲：斎藤有太 & ゆず

38thシングル。

### 初回限定盤CD
1. おっちゃんの唄 (4:55)
  - 作詞・作曲：岩沢厚治

路上時代に歌われていた曲で今回初めてCD収録となる。
1997年7月 野外LIVE/新宿・ミロードモザイク広場での音源。ゆずのCD音源の中で最も古い音源。
2. 夜霧の伊勢佐木町 (3:17)
  - 作詞・作曲：北川悠仁

デモ音源/crybaby（2002年）
2014年7月18日にこの曲のリアレンジバージョンが「夜霧の伊勢佐木町〜愛の真世界編〜」として配信された。

## 演奏
- 北川悠仁
  - Vocal, Acoustic Guitar, Tambourine, Pianica
  - Character Voice (#8)
- 岩沢厚治：Vocal, Acoustic Guitar, Harp
- 蔦谷好位置
  - Programming, All Other Instruments (#1.3.6)
  - Wurlitzer (#6)
- 佐々木貴之
  - Electric Guitar (#1)
  - Acoustic Guitar (#3)
  - Guitars (#6)
- 金原千恵子ストリングス：Strings (#1.15)
- CHRYSANTHEMUM BRIDGE
  - Programming (#2.9.10.11)
  - All Other Instruments (#2.9.11)
- 秋山璃帆 (風知草)：Trumpet (#2.4.11)
- 佐藤和哉：篠笛 (#2.4)
- 秦千香子：Chorus (#2.9)
- 弦一徹、門脇大輔、カメルーン真希、村中俊之： Strings (#3.6)
- 前山田健一：Programming, All Other Instruments (#4.5)
- ユートピア推進協会のみなさん：Hand Clap (#4)
- 松原“マツキチ”寛：Drums (#5.6.15)
- 藤田顕：Electric Guitar (#5)
- 門脇大輔ストリングス：Strings (#5)
- 松原秀樹：Bass (#6)
- 電球：Programming, All Other Instruments (#7.12)
- 玉屋2060%：Electric Guitar, Programming, All Other Instruments (#8)
- 遠藤達郎：Drums (#8)
- 山本将 (falls)：Bass (#8)
- 恋する4チューネンズ：Hand Clap (#8)
- soundbreakers：Programming, All Other Instruments (#13)
- 浜崎快声 (Be.)：Electric Guitar (#13)
- 真部裕ストリングス：Strings (#13)
- 磯貝サイモン：Keyboards (#14)
- 斎藤有太：Acoustic Piano (#15)
- 種子田健：Bass (#15)
- 佐藤健治 (Be.)：Electric Guitar (#15)
- 小倉博和：Mandolin (#15)
- 村田陽一：Euphonium (#15)

## ひだまり(弾き語りバージョン)
「ひだまり(弾き語りバージョン)」は、映画『銀の匙 Silver Spoon』前売り券に付属したゆずのCD。

### 解説
『新世界』発売と同日の2月19日から3月6日まで期間限定でローソン、ミニストップのLoppiで販売された映画『銀の匙 Silver Spoon』のグッズ引換券付前売券の第2弾「ゆず『ひだまり』スペシャルCD引換券付前売券」である。（第1弾は「アクリルモバイルスタンド引換券付前売券」）
CDのケースはいわゆる「紙ジャケ」で『銀の匙 Silver Spoon』の豚などが登場する。
前売り券は購入した時点で手に入るがCDやアクリルモバイルスタンドは3月26日からしか入手できず、ローソン、ミニストップで引き換え券と交換する。
オリコン等のチャートにはランクインしていない。

### 収録曲
1. ひだまり(弾き語りバージョン)
  - 作詞・作曲：岩沢厚治